# Alice in Chains
Alice in Chains (с англ. — «Алиса в цепях») — американская рок-группа из Сиэтла, образованная Джерри Кантреллом и Лейном Стейли в 1987 году. 
В начале 90-х годов коллектив получил широкую известность на волне роста популярности гранжа, наряду с Nirvana, Pearl Jam и Soundgarden (они составляют так называемую «большую четвёрку» гранжа). Всего было продано более 30 миллионов копий альбомов по всему миру, из которых 14 миллионов в США.

## История группы

### Формирование иFacelift(1987—1990)
Группа была основана в 1987 году, когда Джерри Кантрелл, Лейн Стейли репетировали в «The Music Bank». Вскоре к ним присоединились друзья Джерри, басист Майк Старр и барабанщик Шон Кинни. Название группы менялось от Alice’n’Chains к Diamond Lie и наконец к Alice in Chains. У вокалиста Лейна Стейли какое-то время была идея назвать группу Fuck.
Название «Alice in Chains» было позаимствовано от предыдущей группы Лейна Стейли Alice N' Chains, выступавшей в жанре глэм-метал. Оно отражало ироническое отношение музыкантов к ортодоксальным металлистам, которые украшали свою одежду множеством цепей. Музыканты из предыдущего коллектива Лейна Стейли планировали выступать на сцене в платьях, играя каверы Slayer.
К Alice in Chains стали проявлять интерес звукозаписывающие компании, и в 1989 году музыканты заключили договор с Columbia Records.
Первым альбомом Alice in Chains стал Facelift, который вышел в августе 1990 года. В нём музыканты ориентируются прежде всего на хэви-метал с риффами в духе Van Halen. Диск получил статус золотого.
22 декабря 1990 года на празднике Хеллоуин был сыгран концерт в Театре Мура, Сиэтл, который снимался на видео, получившее название «Live Facelift». Видео получило золотой статус RIAA, распродавшись количеством 50 000 копий.
В целом, период 1987—1992 годов можно охарактеризовать как самый металлический в истории группы.

### DirtиJar of Flies(1991—1995)
После выхода первого альбома группа попала в совместный тур Clash of the Titans вместе со знаменитыми металлическими командами Anthrax, Slayer и Megadeth. Примечательно, что Alice In Chains в последний момент заменили попавших в автокатастрофу трэш-металлистов Death Angel. Несмотря на агрессивное неприятие аудиторией тура, группа стала известной в Сиэтле и за его пределами. В 1991 году Alice in Chains записывают мини-альбом Sap, в котором приняли участие Soundgarden и Mudhoney. Альбом получил хорошие отзывы, а песню «Got me Wrong» включили в саундтрек к фильму «Клерки».
В 1992 году выходит фильм Камерона Кроу «Одиночки», в котором снялись участники Pearl Jam, Soundgarden и Alice in Chains. Alice in Chains исполняют песни «It Ain’t like That» и «Would?», которая станет главным синглом их второго полноформатного альбома.
Работа над Dirt началась в апреле 1992 года и закончилась осенью того же года. Альбом стал четырежды платиновым. В этот же период появились вполне справедливые слухи о том, что лидер Лейн Стейли увлекается героином. На альбоме есть ряд песен («Angry Chair», «Junkhead», «Godsmack»), в которых Стейли описывает свои ощущения после потребления наркотиков. Тексты же Кантрелла («Them Bones», «Dam That River») имеют более традиционную для метала окраску.
Тем не менее, группа добилась ошеломительного успеха, её клипы находились в постоянной ротации на MTV, а песни проигрывали все металические радиостанции США. В интервью Rolling Stone Ларс Ульрих, барабанщик Metallica, поставил Alice in Chains в один ряд с Metallica и Motörhead.
Во время тура в поддержку Dirt басист Майк Старр не выдерживает плотного гастрольного графика и уходит из группы в Sun Red Sun. На его место вскоре пришёл басист из группы Оззи Осборна Майк Айнез. В новом составе группа записала две песни для саундтрека к фильму Арнольда Шварценеггера «Последний киногерой»: «What the Hell Have I» и «A Little Bitter». В 1993 году группа выступила с такими командами как Primus, Tool, Rage Against the Machine, Babes in Toyland на фестивале альтернативной музыки Lollapalooza. Это был последний совместный тур Alice in Chains.
После фестиваля музыканты решают записать акустический альбом. Его первоначальное название — Seven Days, так как он был записан за семь дней, однако потом его переименовали в Jar of Flies. На этом альбоме представлены только медленные, акустические номера. После выхода он занимает 1-е место в чартах, это был 1-й мини-альбом в истории, сумевший подняться до такой позиции. После выхода альбома Alice in Chains должны были выступать в туре с Metallica, но отказались, породив слухи, что в группе существуют проблемы из-за наркотиков.

### Alice in Chains(1995—1996)
Все участники Alice in Chains также участвовали в других проектах. Майк Айнез присоединился к группе Slash’s Snakepit и участвовал в записи их альбома It’s 5 O’clock Somewhere. Лейн Стейли дал несколько концертов в качестве вокалиста группы Mad Season, супергруппы из Сиэтла, в составе которой также были участник Pearl Jam Майк Маккриди, участник The Screaming Trees Баретт Мартин и Джон Сондерс. Группа впоследствии переименовала себя в Mad Season и выпустила альбом Above в начале 1995 года. К маю того же года их альбом достиг золотого статуса.
В апреле 1995 года группа снова собралась вместе, чтобы записать третий полноформатный альбом. Продюсером был выбран Тоби Райт, работавший вместе со Slayer. Первоначально альбом назывался Tripod, потому что это было символом третьего альбома, но потом название альбома было сменено на Alice in Chains. На обложке альбома изображён трёхногий пёс Джерри Кантрелла по кличке Sunshine, который был настоящим любимцем группы, о чём свидетельствуют многочисленные фото. На этом альбоме группа вернулась к своим металическим корням, однако были и номера в которых присутствовали акустические моменты («Over Now», «Heaven Beside You»). Первым синглом к альбому стал «Grind». Вместе с альбомом выпускается домашнее видео «Nona Tapes».
Альбом достигает сначала золотого, потом платинового, а потом и дважды платинового статуса. Но, как и в случае с Jar of Flies, музыканты не смогли выступить с туром в поддержку альбома.
Концерт в «Brooklyn Academy of Music’s Majestic Theater» был одним из последних выступлений группы. Запись концерта проходила в рамках проекта MTV Unplugged. Приглашённым гитаристом выступил Скотт Олсон. Было заметно, что вокалист Стейли ослаб: он почти не двигался, а при исполнении «Sludge Factory» спутал слова, из-за чего группе пришлось начать песню заново. Летом 1996 года был выпущен альбом и концертное видео. Через месяц альбом получает статус золотого.

### Смерть Лейна Стейли
Несмотря на то, что Alice in Chains никогда официально не распадались, Стейли стал уединённо жить в Сиэтле после смерти бывшей невесты Демри Пэррот в 1996 году. «Наркотики помогали мне годами», — говорил Стейли в интервью Rolling Stone в 1996 году, — «а сейчас они против меня, и я ужасно страдаю». В 1998 году Стейли вместе с Alice in Chains записал две новые песни, «Get Born Again» и «Died». После десятилетия борьбы с наркозависимостью, Лейн Стейли был найден мёртвым в своём кондоминиуме 20 апреля 2002 года.
В своём последнем интервью, за несколько месяцев до смерти, если верить книге аргентинской журналистки А. Рубио, Лейн сказал: «Я знаю, что скоро умру. Я сидел на крэке и героине годами. Я никогда не хотел, чтобы моя жизнь закончилась так». Ни один из членов группы или других людей, близко знавших Лэйна, не подтверждали правдивость изложенного в книге или достоверность последнего взятого в 2002-м году интервью. В то же время, басист группы, Майк Старр, делясь воспоминаниями о Стэйли, признавался в том, что был в гостях у Лэйна за день до смерти последнего. Разговор, который они вели, перерос в ссору, и Старр решил уйти. Напоследок он услышал слова Лэйна, звучавшие приблизительно как: «Только не так. Не оставляй меня вот так».  Эта ситуация долго не отпускала басиста: Майк считал, что мог спасти Стейли, если бы послушал его и остался рядом.

### Воссоединение (2005—2006)
В 2005 году группа провела концерт, направленный на сбор средств для людей, пострадавших от цунами в Юго-Восточной Азии. Идея принадлежала барабанщику Шону Кинни. Наряду с Джерри Кантреллом, вокальные партии исполняли друзья группы, среди которых были: Вес Скантлин из Puddle of Mudd, Мэйнард Джеймс Кинан из Tool / A Perfect Circle и Энн Уиллсон из Heart.
Группа официально объявила, что из-за смерти Лейна не планирует когда-либо давать концертов, однако вскоре на место вокалиста был приглашён Уильям Дюваль из Comes with the Fall, с которым Alice in Chains начинают регулярно выступать на концертах.

### Новые альбомы (с 2008)
В 2008 году было официально объявлено о начале работы над первым за последние 12 лет студийным альбом Alice in Chains. Релиз был назначен на осень 2009 года. Гитарист Джерри Кантрелл говорил, что этот альбом будет стоять на одной ступени с уже выпущенными ранее творениями группы.
30 июня AiC представили общественности интернет-сингл A Looking In View. Позже, 15 августа, был выпущен ещё один сингл — Check My Brain. Официальный релиз нового альбома Black Gives Way to Blue состоялся 25 сентября 2009 года в Австралии, а спустя 4 дня, в США. Альбом состоит из 11 композиций. В него вошли два представленных ранее сингла. Гостевое участие в записи альбома принял британский музыкант Элтон Джон. Он исполнил партию фортепиано в заглавной композиции.
В начале 2013 года группа выпустила сингл «Hollow», вошедший в альбом The Devil Put Dinosaurs Here. Сам альбом появился в продаже 28 мая 2013 года. Он получил смешанные отзывы критиков, ввиду более спокойного звучания по сравнению с предыдущими работами.
26 июля 2018 года официальный сайт группы анонсировал выход в свет очередного альбома группы — Rainier Fog, а 10 августа был представлен трек с готовящегося альбома под названием «Never Fade». Ранее (4 мая) группа представляла видео на другой трек альбома — «The One You Know».

## Музыкальный стиль
Несмотря на причисление группы к стилю гранж, в её музыке есть ряд особенностей, менявшихся от альбома к альбому. В первые годы Alice in Chains сочиняли более лёгкую музыку в стиле хард-рок и глэм-метал, с примесью блюза и кантри-рока, однако к моменту выхода Facelift звучание ужесточилось и приблизилось к традиционному хэви-металу (например, песни «We Die Young» и «Love, Hate, Love») и альтернативному металу («Bleed the Freak»). Второй альбом группы Dirt показал изменившийся стиль игры гитариста Джерри Кантрелла, чьи ритм-партии стали более тягучими и простыми, таким образом испытав влияние гранж-рока («Junkhead», «Would»).
Оба мини-альбома группы серьёзно отличаются от основных работ и выполнены в основном в стиле акустического рока.
Одноимённый альбом 1995 года в целом не сильно отличался от Dirt, однако были заметны изменения в вокале Стейли, который из-за употребления наркотиков перестал использовать голос в полную силу и стал избегать сложных партий. Песни стали немного медленнее.
Альбом Black Gives Way to Blue выдержан в стиле альтернативного рока, метала, с традиционным присутствием как тяжёлых песен, так и более мягких, балладных и акустических.
Основными особенностями музыки Alice in Chains являются значительное влияние хэви-метала (особенно в соло-партиях), что отличает их от Soundgarden, Pearl Jam и Nirvana, а также вокальные партии Стейли и Кантрелла, которые присутствуют в большинстве песен группы и исполняются либо кем-то одним, либо обоими одновременно.
Группа исполняет музыку, в основном, в стилях гранж, альтернативный метал, сладж-метал, дум-метал, дроун, хард-рок, альтернативный рок, хэви-метал.

## Состав
| Нынешний состав - Уильям Дюваль — вокал, ритм-гитара (2006—настоящее время) - Джерри Кантрелл — соло-гитара, вокал (1987—2002, 2005—настоящее время) - Майк Айнез — бас, бэк, кахон (1993—2002, 2005—настоящее время) - Шон Кинни — ударные, перкуссия (1987—2002, 2005—настоящее время) | Бывшие участники - Лейн Стейли — вокал, ритм-гитара (1987—2002, умер в 2002) - Майк Старр — бас, бэк, кахон (1987—1993, умер в 2011) |

Временная шкала

## Дискография
- Facelift (1990)
- Dirt (1992)
- Alice in Chains (1995)
- Black Gives Way to Blue (2009)
- The Devil Put Dinosaurs Here (2013)
- Rainier Fog (2018)

## Видеография
- 1990 — Live Facelift (концерт в «Moore Theatre»)
- 1995 — Nona Tapes (домашнее видео, интервью периода Tripod)
- 1996 — MTV Unplugged (концерт Unplugged в Нью-Йорке)
- 2001 — Music Bank: The Videos (сборник видео)